# Línea 3 (Urbanos de Parla)
La línea 3 de la red de autobuses urbanos de Parla une de forma circular el Hospital con Laguna Park.

## Características
Esta ruta, creada en marzo de 2003, une de forma circular el Hospital Infanta Cristina con la zona residencial de Laguna Park, atravesando la Avenida de América y el barrio de Parla Este.
En los teleindicadores del autobús, su numeración es C3.
La línea no mantiene los mismos horarios todo el año, desde el 1 al 31 de agosto se reducen el número de expediciones, además de los días excepcionales vísperas de festivo y festivos de Navidad en los que los horarios también cambian y se reducen.
Está operada por la empresa Avanza Movilidad Integral mediante la concesión administrativa VCM-403 - Madrid – Parla – Yunclillos (Viajeros Comunidad de Madrid) del Consorcio Regional de Transportes de Madrid.
1. ↑  «Urbanos — Ayuntamiento de Parla». www.ayuntamientoparla.es. Consultado el 7 de enero de 2023.

## Horarios
| Salidas desde el Hospital Infanta Cristina                   |                    |
| Lunes a viernes laborables (1 sept. - 31 julio)              |                    |
| A 6:15                                                       |                    |
| De 6:00 a 13:35                                              | cada 25-30 minutos |
| De 14:03 a 20:35                                             | cada 28 minutos    |
| A 21:05 - 21:40 - 22:15                                      |                    |
| Lunes a viernes laborables (Agosto)                          |                    |
| De 6:00 a 22:20                                              | cada 35 minutos    |
| A 23:00                                                      |                    |
| Sábados laborables, domingos y festivos (1 sept. - 31 julio) |                    |
| De 6:00 a 10:40                                              | cada 35 minutos    |
| De 11:20 a 22:00                                             | cada 40 minutos    |
| A 22:35 - 23:10                                              |                    |
| Sábados laborables, domingos y festivos (Agosto)             |                    |
| De 6:00 a 22:20                                              | cada 35 minutos    |
| A 23:00                                                      |                    |

Paso por la Avenida de Las Lagunas aproximadamente 25 minutos después de su salida desde el Hospital Infanta Cristina. Duración del recorrido circular completo aproximadamente 50 minutos.
1. ↑  Sale desde El Ferial.

## Recorrido y paradas
| Código | Parada                                     | Común con                     | Conexiones con Metro Ligero y Cercanías |
| ------ | ------------------------------------------ | ----------------------------- | --------------------------------------- |
| 17424  | 9 de Junio - Hospital Infanta Cristina     | 1 2 460 463 466               |                                         |
| 16824  | Av. Leguario - Jorge Luis Borges           | 469                           |                                         |
| 16826  | Av. Leguario - Parque de los Escritores    | 1 2 469                       |                                         |
| 16003  | Av. Leguario - Colegio                     | 1 2 469                       |                                         |
| 11740  | Av. América - Centro Ocupacional           | 2 462                         |                                         |
| 12276  | Av. América - Colombia                     | 462                           |                                         |
| 17432  | Av. América - Centro de Salud              | 462                           | Parque Parla Este                       |
| 17591  | Planeta Saturno - Av. Sistema Solar        |                               |                                         |
| 18343  | Av. Planetas - Planeta Saturno             |                               |                                         |
| 16421  | Av. Planetas - Est. Tierra Sur             | 469                           | Tierra Sur                              |
| 16423  | Av. Planetas - Planeta Marte               | 469                           |                                         |
| 18342  | Av. Estrellas - Planeta Marte              |                               |                                         |
| 16639  | Av. Estrellas - Est. Tierra Norte          | 469                           | Tierra Norte                            |
| 16640  | Av. Estrellas - Est. Venus Norte           | 469                           | Venus Norte                             |
| 16641  | Av. Estrella - Estrella Denébola           | 469                           |                                         |
| 16642  | Av. Estrellas - Est. Estrella Polar Norte  | 469                           | Estrella Polar Norte                    |
| 16643  | P.º República Dominicana - Av. Planetas    | 469                           |                                         |
| 16414  | P.º República Dominicana - Galápagos       | 469                           |                                         |
| 16412  | P.º República Dominicana - Costa Rica      | 469                           |                                         |
| 12285  | Av. América - Jaime I El Conquistador      | 462 469                       |                                         |
| 15182  | Pinto - Picasso                            |                               |                                         |
| 07848  | Pinto - Unidad Formación Laboral           | 1 2 471                       |                                         |
| 07845  | Juan XXIII - Pío XII                       | 2 461 471                     |                                         |
| 07850  | Valladolid - Zamora                        | 2 461 471                     |                                         |
| 07854  | Valladolid - Esc. Oficial de Idiomas       | 2 461 471                     |                                         |
| 13105  | Real - Est. La Ballena                     | 460 462 463 464 466           | La Ballena                              |
| 13107  | Av. Lagunas - Laguna Park                  | 461 471                       |                                         |
| 13109  | Av. Lagunas - Bahía de los Lagos           | 461 471                       |                                         |
| 20881  | Av. Blasco de Garay - B. John Deere        | 2                             |                                         |
| 18056  | Av. Blasco de Garay - Av. Torres Quevedo   | 2                             |                                         |
| 18054  | Av. Torres Quevedo - Av. Blasco de Garay   | 2                             |                                         |
| 18052  | Av. Isaac Peral - Bulevar John Deere       | 2                             |                                         |
| 07802  | Leganés - Fuenlabrada                      | 1 461 462 471                 |                                         |
| 16578  | Río Tajo - Río Guadarrama                  | 1 460 461 462 463 464 466 471 | Parla                                   |
| 07853  | Valladolid - Esc. Oficial de Idiomas       | 1 461 471                     |                                         |
| 07849  | Valladolid - Ávila                         | 1 461 471                     |                                         |
| 07844  | Juan XXIII - Pío XII                       | 1 461 471                     |                                         |
| 07847  | Pinto - Unidad Formación Laboral           | 1 2 471                       |                                         |
| 15183  | Pinto - Av. Comunidades de Europa          |                               |                                         |
| 12286  | Av. América - Florida                      | 462 469                       |                                         |
| 16411  | P.º República Dominicana - Av. América     | 469                           |                                         |
| 16413  | P.º República Dominicana - Galápagos       | 469                           |                                         |
| 16415  | Av. Planetas - República Dominicana        | 469                           |                                         |
| 16417  | Av. Planetas - Est. Estrella Polar Sur     | 469                           | Estrella Polar Sur                      |
| 18343  | Av. Planetas - Planeta Saturno             |                               |                                         |
| 16421  | Av. Planetas - Est. Tierra Sur             | 469                           | Tierra Sur                              |
| 16423  | Av. Planetas - Planeta Marte               | 469                           |                                         |
| 18344  | Planeta Júpiter - Av. Sistema Solar        |                               |                                         |
| 18345  | Av. Sistema Solar - Est. Av. Sistema Solar |                               | Avenida Sistema Solar                   |
| 18346  | Av. Sistema Solar - Planeta Saturno        |                               |                                         |
| 16201  | Av. América - Centro de Salud              | 462                           | Parque Parla Este                       |
| 12275  | Av. América - Alfonso X El Sabio           | 462                           |                                         |
| 11741  | Av. América - Instituto                    | 1 462                         |                                         |
| 16833  | Av. Leguario - Piscinas Municipales        | 469                           |                                         |
| 16825  | Av. Leguario - Luis Chamizo                | 469                           |                                         |
| 16823  | Av. Leguario - Pablo Gargallo              | 469                           |                                         |
| 17423  | 9 de Junio - Hospital Infanta Cristina     | 1 2                           |                                         |
| 17424  | 9 de Junio - Hospital Infanta Cristina     | 1 2 460 463 466               |                                         |